# 一木隆冶
一木 隆冶（いちき りゅうや 、1993年11月13日 - ）は、佐賀県唐津市出身で、玉ノ井部屋に所属した元大相撲力士。本名同じ。身長171.0cm、体重120.4kg、血液型はA型。最高位は西幕下6枚目（2020年9月場所・11月場所）。

## 来歴
唐津市立田野小学校2年次に、地元の肥前相撲クラブで相撲を始めた。唐津市立肥前中学校3年次には全国中学校相撲選手権大会と全国都道府県中学生相撲選手権大会に出場した。希望が丘高校を経て九州情報大学に進学し、大学1年次に全国学生相撲個人体重別選手権大会85kg未満級で3位入賞、4年次に全国学生相撲選手権大会で団体戦ベスト8、個人戦ベスト32の経験を持つ。
大学卒業後は、東龍ら九州情報大学出身者も所属する玉ノ井部屋に入門し、2016年1月場所で初土俵を踏んだ。初土俵同期生には大奄美、朝玉勢らがいる。入門に当たっては「幕下で九州に行きたい」と目標を定めており、同年11月場所で新幕下に昇進し目標を達成した。2017年3月場所で西幕下16枚目で初めて負け越しを経験。その後、3回三段目に陥落しているが、いずれも1場所で幕下に復帰している。2020年7月場所では3年ぶりに自己最高位を更新。翌9月場所ではさらに更新して西6枚目に番付が上がったが、場所前に玉ノ井部屋で新型コロナウイルスの集団感染があったため、感染拡大防止措置として感染の有無にかかわらず全所属力士が休場することになった。しかし事情が考慮されて公式記録上は休場と扱われないことになり、翌11月場所では番付据え置きの救済措置を受けた。土俵に復帰した11月場所は、2日目の貴健斗戦で左足首を痛めて2番目以降を途中休場した。翌2021年1月場所も初日から休場となったが、3番相撲から強行出場に踏み切り、4勝1敗2休で勝ち越した。2022年11月場所限りで現役引退。

## 取り口
入門2年目の2017年1月場所では、12日目の竜勢戦で居反りを決めている。居反りを決めた後の取材では「この技は初めてです。自分でもびっくりしました」「相撲の型はまだ決まってない」とコメントしている。

## 主な成績

### 通算成績
2022年11月場所終了現在
- 通算成績：145勝117敗18休（41場所）

### 場所別成績
| | 一月場所 初場所（東京） | 三月場所 春場所（大阪） | 五月場所 夏場所（東京） | 七月場所 名古屋場所（愛知） | 九月場所 秋場所（東京） | 十一月場所 九州場所（福岡） |
| --- | ----------------------- | ----------------------- | ----------------------- | --------------------------- | ----------------------- | --------------------------- |
| 2016年 （平成28年） | （前相撲）              | 東序ノ口16枚目 6–1      | 東序二段33枚目 6–1      | 東三段目69枚目 6–1          | 東三段目14枚目 5–2      | 西幕下53枚目 6–1            |
| 2017年 （平成29年） | 西幕下24枚目 5–2        | 西幕下16枚目 3–4        | 西幕下23枚目 2–5        | 東幕下44枚目 2–5            | 西三段目6枚目 5–2       | 西幕下43枚目 4–3            |
| 2018年 （平成30年） | 東幕下36枚目 3–4        | 東幕下47枚目 4–3        | 西幕下37枚目 4–3        | 西幕下27枚目 1–6            | 西幕下52枚目 4–3        | 東幕下44枚目 2–5            |
| 2019年 （平成31年 /令和元年） | 東三段目8枚目 4–3       | 東幕下45枚目 2–5        | 東幕下39枚目 4–3        | 東三段目2枚目 6–1           | 西幕下52枚目 5–2        | 西幕下21枚目 3–4            |
| 2020年 （令和2年） | 西幕下29枚目 5–2        | 東幕下17枚目 5–2        | 感染症拡大 により中止   | 東幕下11枚目 4–3            | 西幕下6枚目 休場 0–0–7  | 西幕下6枚目 0–1–6           |
| 2021年 （令和3年） | 西幕下38枚目 4–1–2      | 東幕下29枚目 3–4        | 東幕下36枚目 6–1        | 西幕下14枚目 1–6            | 東幕下33枚目 4–3        | 東幕下24枚目 3–4            |
| 2022年 （令和4年） | 西幕下27枚目 5–2        | 東幕下17枚目 4–1–2      | 東幕下13枚目 3–4        | 西幕下18枚目 2–4–1          | 西幕下18枚目 3–4        | 幕下24枚目 引退 1–6–0       |
| 各欄の数字は、「勝ち-負け-休場」を示す。 優勝 引退 休場 十両 幕下 三賞：敢=敢闘賞、殊=殊勲賞、技=技能賞 その他：★=金星 番付階級：幕内 - 十両 - 幕下 - 三段目 - 序二段 - 序ノ口 幕内序列：横綱 - 大関 - 関脇 - 小結 - 前頭（「#数字」は各位内の序列） |                         |                         |                         |                             |                         |                             |

## 改名歴
- 一木 隆冶（いちき りゅうや）2016年1月場所 - 2022年11月場所